# Leaning Pine Arboretum

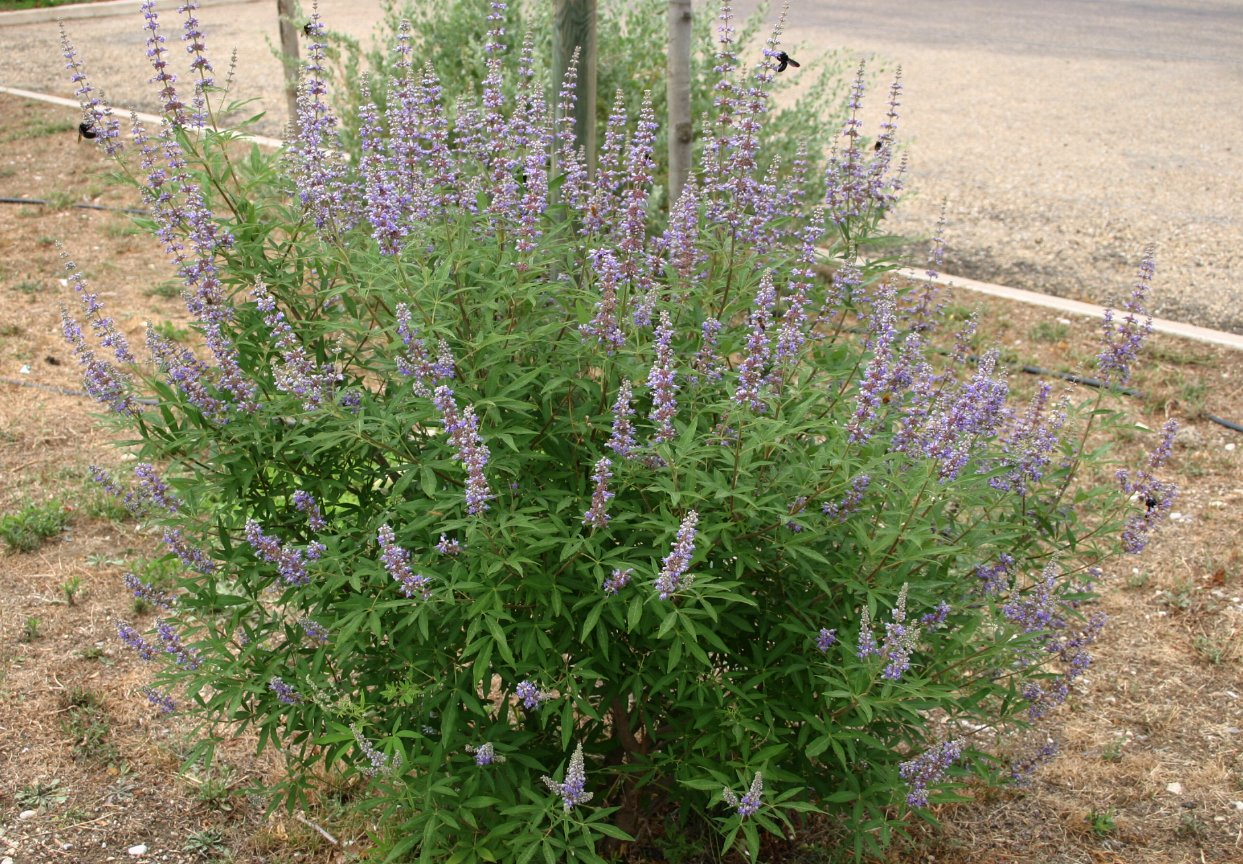
Vitex agnus-castus planta endémica de la cuenca del Mediterráneo.

El Arboreto del Pino Inclinado (en inglés: Leaning Pine Arboretum), es un arboreto y jardín botánico de 5 acres (20,000 m²) de extensión, administrado por la Universidad Politécnica del Estado de California de San Luis Obispo, California, Estados Unidos.

## Localización
El arboreto se ubica en la parte norte del campus de la Universidad Politécnica del Estado de California.
Leaning Pine Arboretum, Horticulture and Crop Science Department
California Polytechnic State University San Luis Obispo, San Luis Obispo County, California 93407  United States of America-Estados Unidos de América.35°18′38″N 120°39′46″O / 35.31056, -120.66278
- Altitud: entre 128 y 139 m s. n. m.

La entrada es gratuita. Está abierto de lunes a sábados excepto en las vacaciones académicas.

## Historia
La misión que se han propuesto en el "Leaning Pine Arboretum" es la de promover y asistir a la educación, a la investigación, y al público que se siente implicando en el mundo de las plantas usadas tanto con fines hortícolas como en el diseño de paisajes ambientalmente sanos. 

## Colecciones
Este arboreto alberga diversos jardines enfocados principalmente en las regiones de clima Mediterráneo del mundo:
- Entry Garden (Jardín de la Entrada), como jardín de bienvenida nos muestra una mezcla de las plantas de clima mediterráneo más interesantes de las que vamos a encontrar en el resto de la visita.
- Australian Garden (Jardín de Australia) nos muestra una serie de arbustos botella de grevillea, y correa, además de numerosas especies de las exóticas banksias, y los arbustos emu, además de un bosquete del extraño Brachychiton rupestris.
- Californian Garden (Jardín de California), nos muestra muchas de las comunidades de plantas que se encuentran a lo largo de California. Así la colección de ceanothus producen unas espectaculares floraciones azules en la primavera mientras que otras colecciones incluyen a Agaves, Arctostaphylos, Quercus, y Salvia.

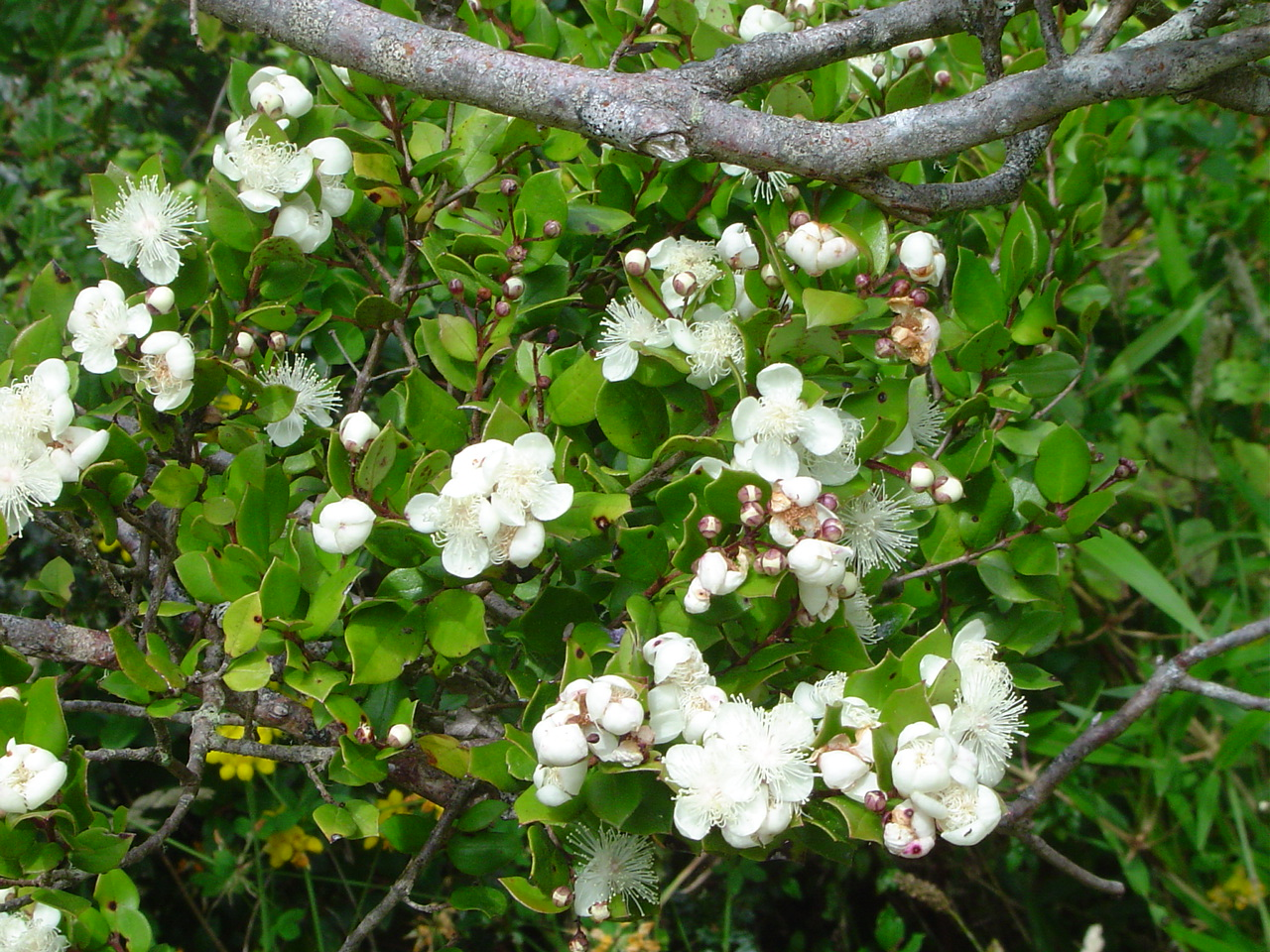
La flor del arrayán Luma apiculata.

- Chilean Garden (Jardín de Chile) se encuentra en la parte alta del arboreto y nos muestra plantas de la ecorregión de matorral de Chile, en la zona central del país, con un clima muy similar al de California, incluye árboles y arbustos, siendo de destacar Cantua buxifolia que produce unas flores rosas con forma de trompetas colgantes en la primavera y el verano, o las flores blanco crema con forma de estrella de Luma apiculata que las presenta de mediados de primavera al verano.
- Mediterranean Garden (Jardín del Mediterráneo) una colección de plantas procedentes de la cuenca del Mediterráneo, incluyendo cultivares de romeros y lavandas, un grupo de olivos, además de numerosas plantas menores no tan conocidas. Son de destacar los ejemplares de: cedro del Atlas, álamo lombardo, cipés italiano, alcornoque, palmera canaria, almendro, pino piñonero, y madroño.
- South African Garden (Jardín de Sudáfrica) es de destacar el lecho de  mesembryanthemum que en primavera pone una nota de intenso color, además de numerosas plantas suculentas, y plantas estacionales. En la vegetación del Fynbos suráfricano son de destacar el intenso olor de las grandes flores del arbusto "grape kool aid shrub" (Psoralea pinnata) y de la flor del arbusto del azúcar "sugar bush flowers" (Protea repens).
- New Zealand Garden (Jardín de Nueva Zelanda), en esta sección un gran árbol de Navidad de Nueva Zelanda extiende sus ramas y bajo su denso follaje de color azul verdoso se cultivan  coprosmas, phormiums, y carex. Si bien Nueva Zelanda no tiene un clima de tipo mediterráneo sin embargo esta colección de plantas aquí presente se desarrolla excelentemente en las condiones climáticas de este arboreto.

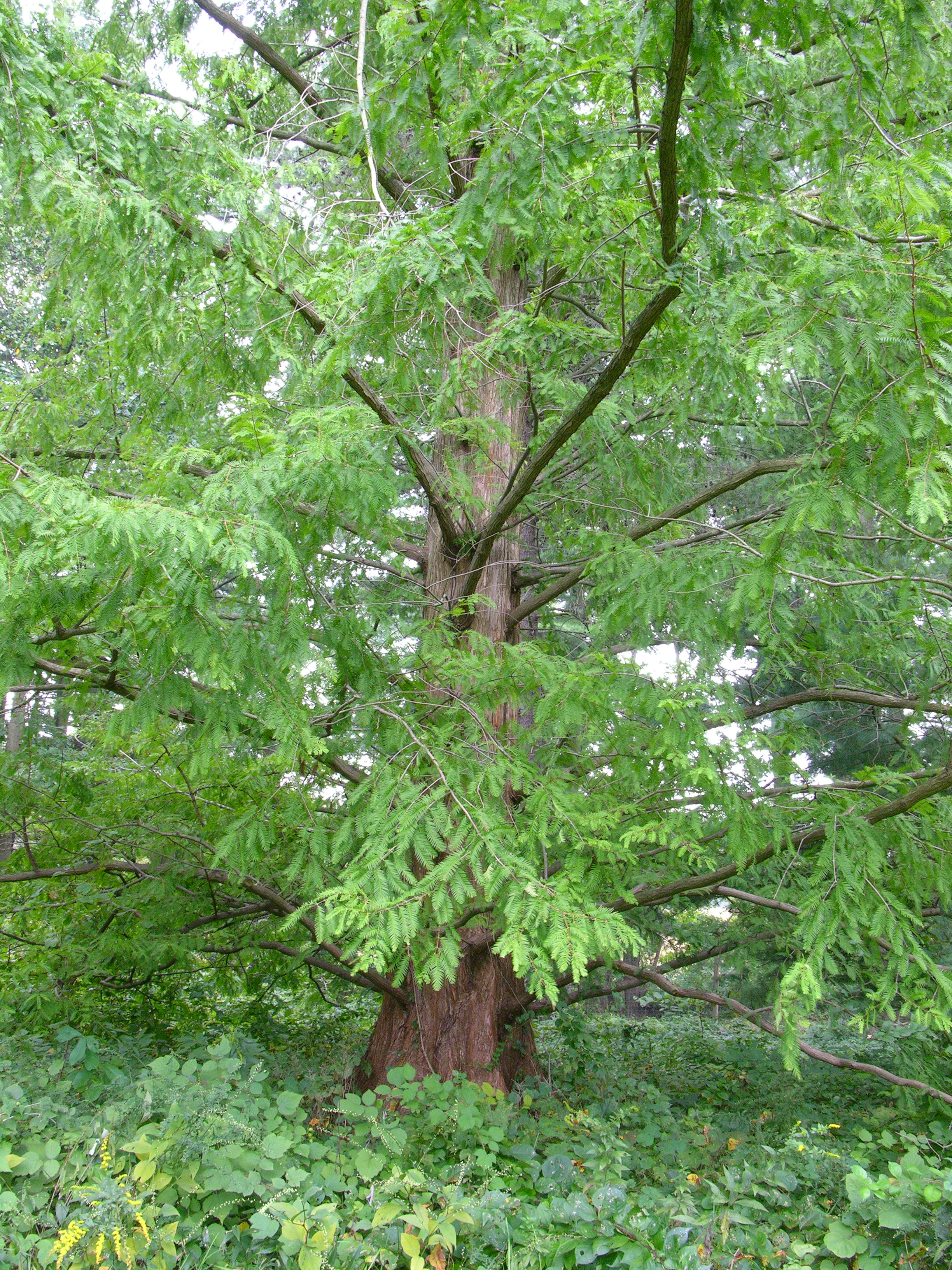
La sequoia enana Metasequoia glyptostroboides.

- Dwarf and Unusual Conifer Garden (Jardín de Coníferas Enanas y Raras), este es el jardín más pequeño del arboreto, con una interesante de colección de coníferas de pequeño porte.
- Formal Garden (Jardín Formal), este jardín hace un fuerte contraste co el resto de las secciones, nos prestenta un jardín extremadamente cuidado y diseñado con parterres  geométricos de boj alrededor de una fuente central y salpicados con numerosos trabajos de topiarias siempre verdes.
- Primitive Garden (Jardín Primitivo) este jardín reúne un grupo de plantas primitivas entre las que se incluyen ginkgo, equisetum, gunnera y una considerable colección de cycas. De interés la sequoia enana, Metasequoia glyptostroboides, que es una conífera de hoja caduca y la única especie viva del género Metasequoia.
- Palm & Aloe Garden (Jardín de Aloes y Palmeras) con palmas procedentes de todo el mundo y con unas 60 especies de aloes y otras plantas suculentas. Destaca un Aloe ciliaris, un aloe trepador que se agarra a los troncos de otras plantas por donde se desarrolla trepando a lo largo.